# Whangateau Harbour
Whangateau Harbour ist ein Naturhafen im Stadtgebiet des Auckland Council auf der Nordinsel von Neuseeland.

## Geographie
Der Whangateau Harbour befindet sich rund 12 km nordöstlich von Warkworth und rund 21 km östlich von Wellsford an der Ostküste der Northland Peninsula. Der Naturhafen besitzt drei Meeresarme, wovon der nach Süden reichende eine Länge von 6,3 km besitzt, der nach Westen reichende dem Omaha River zugeordnet wird und vom Hafeneingang aus gemessen 5,1 km lang ist und der nach Norden führende mit rund 2,2 km der kürzeste von den drei Armen ist. An seiner breitesten Stelle kommt das Gewässer auf eine Ausdehnung von 1,9 km und besitzt eine Küstenlinie von insgesamt rund 27,6 km Länge. Der Hafeneingang ist mit rund 160 m breite im Verhältnis zur Hafenbreite recht schmal ausgeführt.
Auf der gesamten Landzunge, die den Naturhafen von der Omaha Bay trennt, befindet sich der kleine Ort Omaha.
Zu erreichen ist der Whangateau Harbour über eine von Warkworth aus nach Nordosten abzweigende Landstraße, die Matakana Road genannt wird und hinter der Siedlung Matakana in die Leigh Road übergeht und bis zu dem Dorf Leigh an der Ostküste führt.